# Bahía Drakes
La bahía Drakes (del inglés: Drakes Bay) es una pequeña bahía de la costa del norte de California, en los Estados Unidos, localizada aproximadamente a unos 48 km al noroeste de San Francisco, a los 38° de latitud norte. La bahía tiene aproximadamente13 kilómetros de ancho. Se forma en el lado de sotavento de la corriente costera de punta Reyes.
La bahía es alimentada por estero de Drake, un amplio estuario que drena gran parte de la península de Point Reyes.
La bahía fue nombrada en honor de Sir Francis Drake y ha sido considerada como el lugar más probable en el que Drake habría desembarcado en la costa oeste de América del Norte durante su circunnavegación del mundo por vía marítima en 1579. Un nombre alternativo para esta bahía es Puerto De Los Reyes.